# Hadena schawerdae
Hadena schawerdae là một loài bướm đêm trong họ Noctuidae.